# Vanesse des perlières
Vanessa virginiensis
Espèce
La Belle américaine ou Vanesse des perlières (Vanessa virginiensis) est une espèce de lépidoptères appartenant à la famille des Nymphalidae, à la sous-famille des Nymphalinae et au genre Vanessa présent en Amérique du Nord, aux îles Canaries et à Madère.

## Dénomination
Nymphalis virginiensis (Dru Drury, 1773)
Synonymes : Papilio virginiensis (Drury, 1773) et Papilio huntera (Fabricius, 1775).

### Noms vernaculaires
La Vanesse  des perlières ou Belle américaine se nomme American Painted Lady en anglais.

## Description

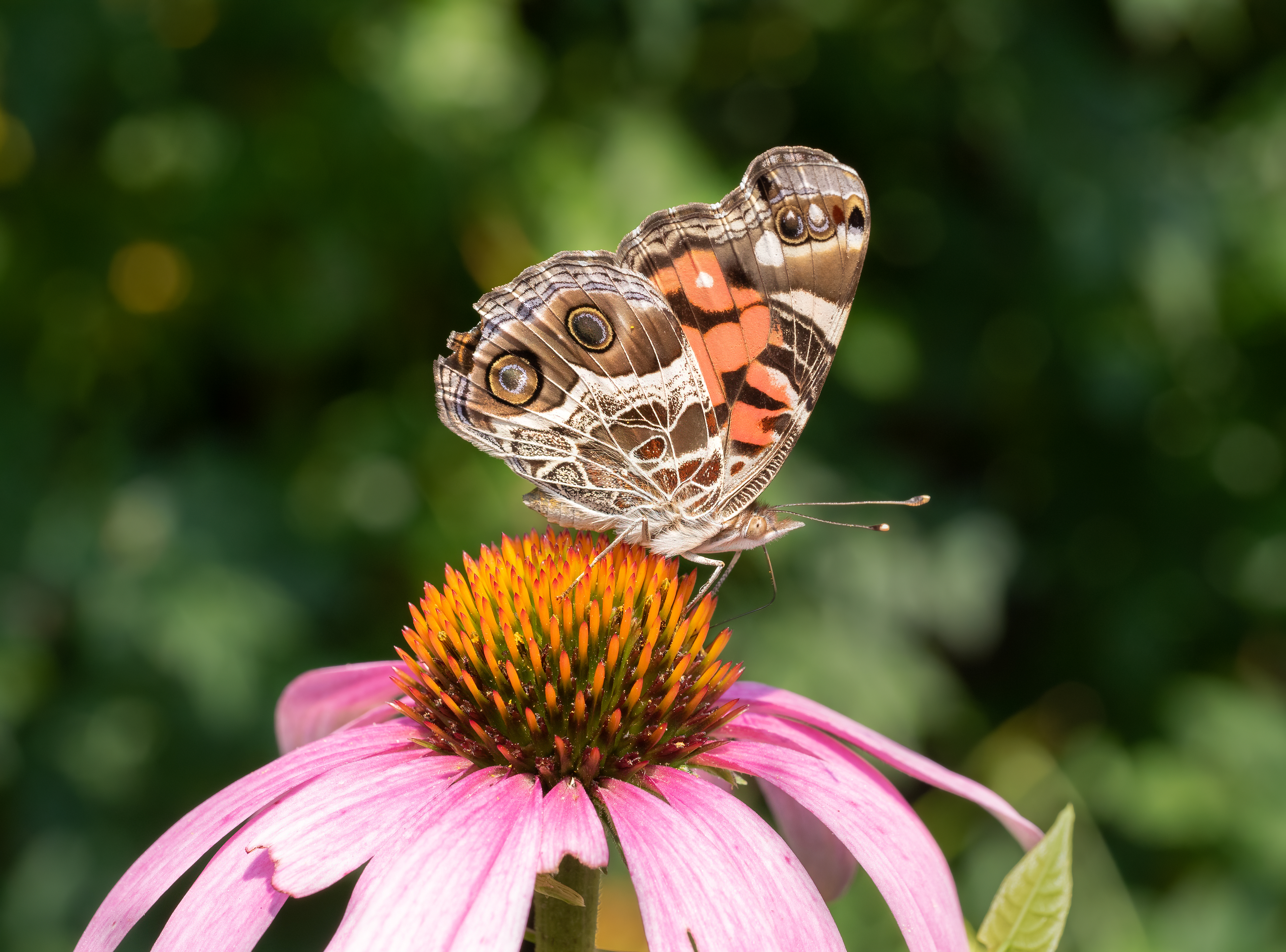
Vanesse des perlières sur une Echinacea purpurea au jardin botanique de Brooklyn.

La Vanesse des perlières présente un dessus des ailes fauve orangé ponctué de taches noires et de taches blanches assez semblable à Vanessa cardui et à Vanessa kershawi. Elle s'en distingue par une rangée de taches submarginales noires à reflet bleuté au bord des ailes postérieures.
Le revers présente deux gros ocelles caractéristiques.
Le mâle a une envergure d'environ 50mm, la femelle 65mm 

### Chenille
La chenille est noire, annelée de blanc ou de jaune, avec une rangée de larges taches sur les côtés. Les épines sont noires, avec la base rouge.

## Biologie

### Plantes hôtes
La chenille de la Vanesse des perlières a pour plantes-hôtes diverses astéracées, dont des gnaphales, des antennaires et des immortelles (Gnaphalium, Antennaria  et Anaphalis  spp.).

## Écologie et distribution
Le Vanesse des perlières est présente aux îles Canaries, à Madère, et en Amérique du Nord du Canada jusqu'en Amérique centrale et à Cuba. Elle a aussi été récemment documentée au Pays basque ainsi qu'en Catalogne, bien que dans le second cas, la probabilité d'un individu égaré et non pas d'une population établie soit plus probable.

### Biotope
Elle a pour habitat les prairies fleuries, elle se rencontre le long des routes, dans les friches, les prés et les clairières.

### Période de vol et hivernation
Sa période de vol va de mai à septembre.
L'existence d'une diapause hivernale n'est pas certaine.

### Migration
En Amérique du Nord, la vanesse de Virginie migre vers le sud avant la saison froide et revient habituellement au Canada en mai.

### Protection
La Vanesse des perlières ne bénéficie pas de statut de protection particulier.